# فرانتیشک گرگور
فرانتیشک گرگور (چکی: František Gregor; ۸ دسامبر ۱۹۳۸ – ۱۰ مارس ۲۰۱۳) بازیکن هاکی روی یخ اهل چکسلواکی بود.